# 장진 (1927년)
장진(張震, 1927년 2월 10일 ~ 2011년 9월 30일)은 대한민국의 생물학자이며 대학 교수이다. 대한민국의 부통령과 국무총리를 지낸 장면(張勉)과 김옥윤의 차남이며, 가톨릭 성직자 장익의 형이다. 평안남도 출신. 천주교 세례명은 요셉. 본관은 인동이다.

## 약력
장진은 경기중학교를 거쳐 미국 안셀름 대학교를 졸업하고 미국 프린스턴 대학교 대학원 진학, 프린스턴 대학교 대학원에서 생물학 박사학위를 받았다. 이후 교육계에 투신, 미국 브라운 대학교 등에서 교편을 잡았다. 귀국 후 서강대학교 생물학과 교수, 서강대학교 부총장을 역임하였다. 정년 퇴직 이후 서강대학교 명예교수에 추대되었다.

## 가족 관계
- 할아버지: 장기빈(張箕彬, 레오, 1878년 9월 9일∼ 1959년)
- 할머니: 황 루시아(루시아, 1878년 11월∼ 1954년 2월)
  - 숙부 : 장발(張勃, 1901년 4월 3일 ~ 2001년 4월 8일, 서양화가)
  - 숙부 : 장극(張剋, 1913년 4월 8일 ~ 2008년 2월 29일, 교수)
- 부친 : 장면(張勉, 1899년 8월 28일 ~ 1966년 6월 4일), 초대 주미대사, 제헌 국회의원, 제4대 부통령, 제 2대, 제 7대 국무총리)
- 모친 : 김옥윤(金玉允, 1901년 ~ 1990년 1월 27일)
  - 형: 장영(張英, 1920년 7월 2일 ~ 1922년 음력 4월 6일)
  - 동생: 장건(張建, 1932년 2월 26일 ~ , 미국 거주)
  - 동생: 장익 (張益, 십자가의 요한, 1933년 11월 20일 ~ 2020년 8월 5일, 로마 가톨릭 주교)
  - 동생: 장순(張純, 1935년 10월 17일 ~ 2022년 8월 31일 , 미국 보스턴 리지스대학교 정치학 교수, 미국 거주)
  - 동생: 장흥(張興, 1939년 9월 20일 ~ , 벨기에 루벵 대학 철학박사, 파리은행 은행원, 프랑스 거주)
  - 누나 : 장명숙(張明淑, 안나, 1918년 8월 10일 ~ 1919년 8월 2일)
  - 여동생 : 장의숙(張義淑, 베네딕타, 1930년 2월 21일 ~ 로마 가톨릭 수녀, 미국 거주)
  - 여동생: 장명자(張明子, 데레사, 1941년 10월 3일 ~ 1987년, 미국 펜실베이니아 빌라노바대학교 도서관학 석사)
- 처 : 김종숙(베로니카, 1934년 ~ )

## 같이 보기
- 장면
- 생물학
- 서강대학교
- 김수환
- 김옥윤
- 공덕귀
- 윤보선
- 장익